# Попова, Екатерина Михайловна
Екатерина Михайловна Попова (6 декабря 1941 года — 29 июля 1994 года) — депутат Государственной думы первого созыва.
По национальности — коми, образование высшее.
В 1987–1993 была главным врачом республиканской больницы Сыктывкара. С 1990 по 1994 год — народный депутат Республики Коми.
В Государственной думе была членом Комитета по делам национальностей и членом Мандатной комиссии. Состояла во фракции «Женщины России».
Заслуженный врач Республики Коми.
Умерла 29 июля 1994 года, депутатское кресло оставалось вакантным.